# Bishapur
Bishapur (Bishâpûr of Bisjapoer, "het schone van Shapur") is een historische stad in het zuiden van Iran. Deze oude stad is gelegen ten zuiden van het moderne Faliyan. Bishapur, waar tussen de 50.000 en 80.000 mensen woonden, ligt aan de oude weg tussen Persis en Elam, die de Sassanidische hoofdstad Istakhr verbond met Ctesiphon.
Bishapur werd gebouwd nabij een doorwaadbare plaats in de rivier. De stad werd gebouwd in de 3e eeuw n.Chr. volgens een dambordpatroon, atypisch voor de Sassaniden. Er zijn zes bas-reliëfs in Bishapur, die de overwinningen gedenken van Shapur I (3x), Bahram I, Bahram II en Shapur II. Even ten oosten van Bishapur ligt, hoog op een rotswand, een grot met een standbeeld van Shapur I; mogelijk is deze grot zijn graf.

## Monumenten
In de stad zelf zijn het paleis, de stadsmuur en de middeleeuwse madrassa de belangrijkste monumenten. De functie van het gebouwtje dat wordt aangeduid als "tempel van Anahita" is onbekend. 

### Paleis van Shapur

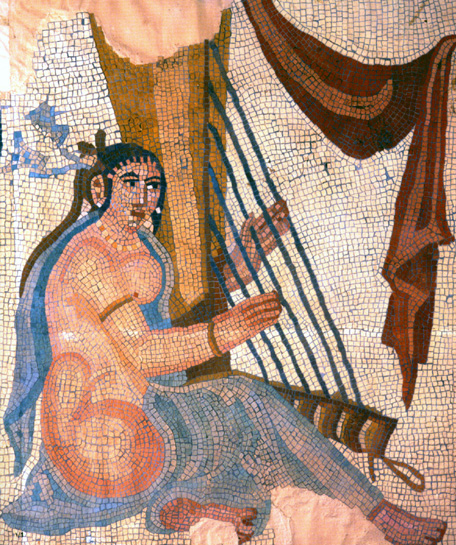
Mozaïek uit het paleis van Shapur (Louvre)

Het paleis is gebouwd uit zachte steen en kalkmortel en heeft een kruisvormige plattegrond. De bouw begon in 260 n.Chr. en vertoont hellenistische en Romeinse invloeden. Romeinse krijgsgevangenen bouwden mee aan dit paleis. Centraal bevindt zich een vierkant met zijden van 22 m. Deze zaal droeg waarschijnlijk een koepel. De muren waren versierd met stucwerk in Griekse stijl. In de muren bevonden zich 64 nissen die kleurig beschilderd waren. Een van deze nissen met bewaard schilderwerk bevindt zich in het museum van het Louvre. Vier iwans leiden vanuit deze zaal naar de verschillende delen van het paleis. Ten oosten van de zaal is een binnenplaats die versierd was met stenen tegels en mozaïekvloeren. Deze worden bewaard in het Louvre en in het Archeologisch Museum van Teheran. Hierop zijn muziekspelers, dansers en leden van het hof afgebeeld.

### Tempel van Anahita
Naast het paleizencomplex werd een tempel gebouwd gewijd aan de watergoden Anahita. De tempel bevindt zich half onder de grond en is toegankelijk via een trap. De centrale ruimte heeft vier zijden die elk via een deur uitgeven op een omloop met waterkanalen. De tempel is opgebouwd uit grote stenen, verbonden met ijzeren zwaluwstaarten. Dit is een indicatie dat hij door Romeinse arbeiders is gebouwd. De dakbalken worden gedragen door kapitelen met stieren, naar voorbeeld van de paleizen van de Achaemeniden. Nabij de tempel is een stenen vuuraltaar gevonden, dat mogelijk in de tempel was opgesteld.